# Xeer
Xeer (pronunciat [ħeːr]) és el sistema legal tradicional de Somàlia i altres zones de la Banya d'Àfrica, basat en el costum. És un dels tres sistemes legals que inspiren el Dret somali, juntament amb el dret civil i la xaria.
Es creu que és fins i tot anterior a l'islam però sense poder negar la forta influència que aquest ha exercit en els costums, en sentit conservador i, per tant, en el xeer. Sota aquest sistema els ancians exerceixen com a mediadors i ajuden a establir solucions als casos plantejats utilitzant els precedents i el costum.
El xeer és policèntric perquè els diferent grups de somalis han desenvolupat interpretacions diferents del xeer.